# Campagne 1998-2000 de l'équipe d'Allemagne de football

La campagne 1998-2000 de l'équipe d'Allemagne de football voit l'Allemagne se qualifier pour le Championnat d'Europe 2000 organisé conjointement en Belgique et aux Pays-Bas. Cet article ne traite pas du parcours dans la phase finale du championnat d'Europe 2000, pour cela voir:

## Contexte du début de campagne et résumé
L'Allemagne après son élimination au Mondial français au stade des quarts de finale par la Croatie 3-0 a pour objectif de se qualifier pour l'Euro 2000 qui doit se dérouler en Belgique et aux Pays Bas.
La sélection ne peut plus compter sur Jürgen Kohler, Jürgen Klinsmann , et Andreas Köpke qui mettent un terme à leur aventure en équipe nationale après la déroute quelques semaines avant contre les Croates. Le sélectionneur Berti Vogts en poste depuis 1990, a également mit fin à ses fonctions le 7 Septembre 1998 en tout début de campagne après seulement deux matchs. Erich Ribbeck a été nommé pour lui succéder.
C'est une période compliquée pour la sélection allemande qui aura du mal à trouver ses marques pendant ces deux saisons, alternant le bon
et le moins bon. La "Nationalmannschaft"  finira première de son groupe de qualification en subissant tout de même une défaite 1-0 en Turquie. 
Sa participation à la Coupe des confédérations 1999 sera un échec avec notamment une défaite 0-4 contre le Brésil. Un total de 46 Joueurs auront été utilisés par les deux sélectionneurs durant toute la campagne, matchs de qualification pour l'Euro, matchs amicaux, et coupe des confédérations confondus. 
Juste avant le début du Championnat d'Europe 2000, des joueurs de la sélection essaieront de mettre le sélectionneur Erich Ribbeck dehors, et inciter Lothar Matthaus à prendre les rênes de la sélection, ce dernier refusera.

## Le parcours et les résultats durant les éliminatoires de l'Euro 2000

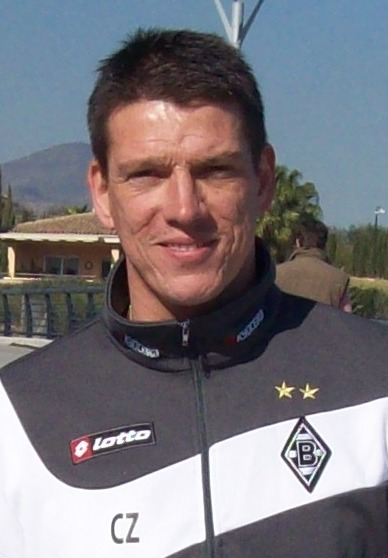
Christian Ziege auteur d'un triplé contre l'Irlande du Nord

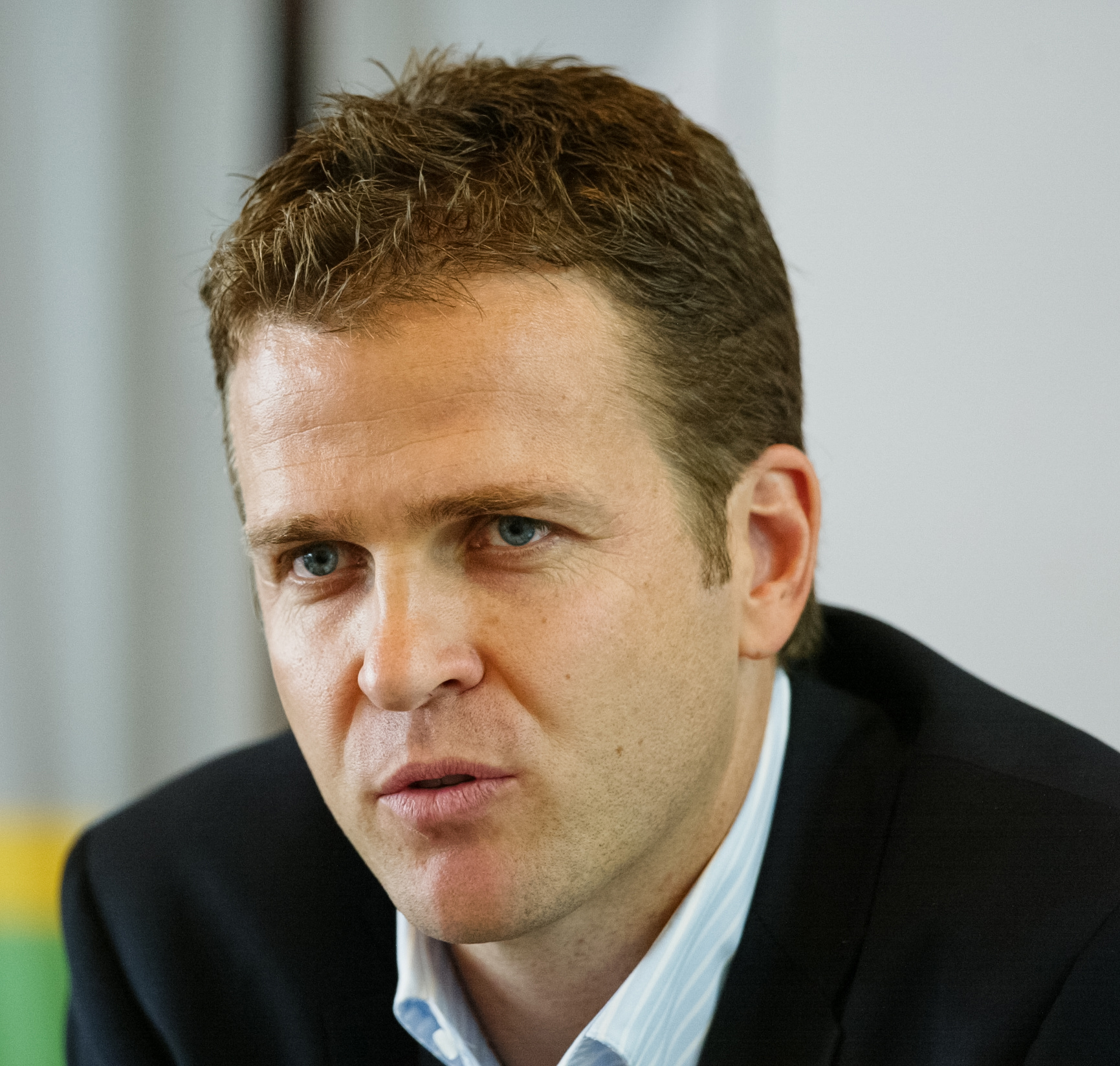
Oliver Bierhoff meilleur buteur allemand avec 7 réalisations et capitaine les 8 matchs.

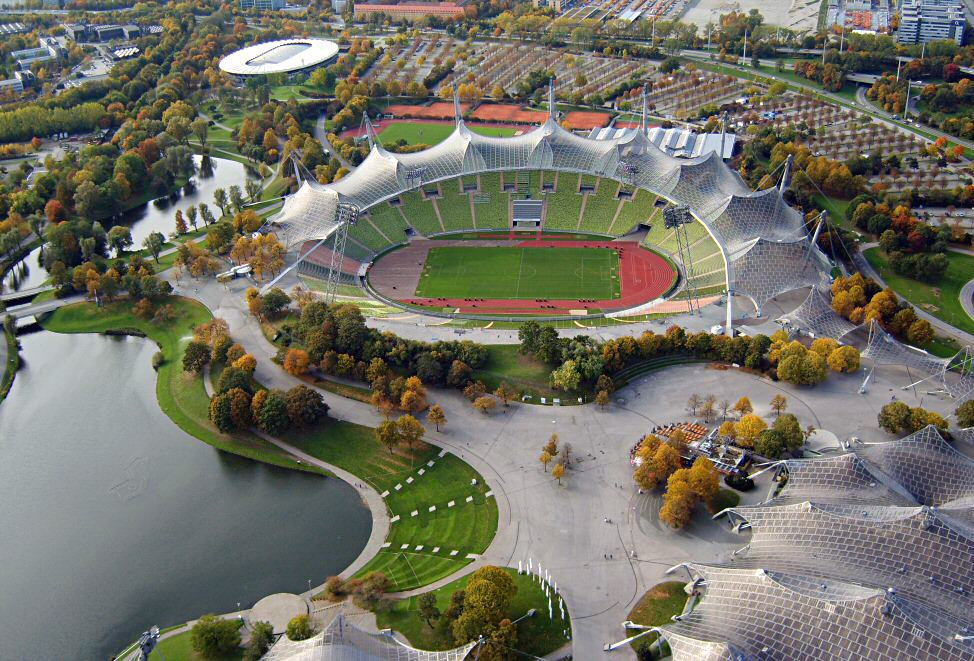
L'Allemagne obtiendra sa qualification le 9 Octobre 1999 au stade Olympique de Munich

Le parcours allemand commencera mal dans ces qualifications, puisque c'est une défaite 0-1 en Turquie qui inaugurera le parcours de la Nationalmannschaft, l'avant centre Hakan Şükür trompant le portier Oliver Kahn à la 71e. Les turcs seront réduits à dix une minute plus tard, mais le onze allemand ne tirera pas profit de cet avantage numérique. Nouveau sélectionneur Erich Ribbeck subit sa première défaite pour son premier match à la tête de la sélection. La suite du parcours sera bien plus aisé pour les germaniques avec deux succès à l’extérieur contre la Moldavie (3-1) et en Irlande du Nord (3-0). La bonne série va se poursuivre à domicile avec une victoire contre la Finlande (2-0) et une démonstration offensive contre la Moldavie (6-1) avec notamment un triplé de Oliver Bierhoff . Bierhoff très efficace durant ces qualifications, puisqu'il inscrira au match suivant un doublé  en Finlande pour une victoire (2-1) au stade olympique d'Helsinki. A domicile contre les nord-irlandais Biehroff récidive en ajoutant son ultime but dans ces qualifications, mais c'est un joueur inattendue qui va s'illustrer offensivement, en effet Christian Ziege pourtant défenseur  inscrit un triplé portant son total à huit buts en quarante trois sélections. La défaite à Bursa pour son entrée en lice aurai put condamner l'Allemagne à une place de barragiste, mais la sélection turque va commettre deux faux pas, contre la Finlande à domicile et contre la Moldavie à l'extèrieur avec respectivement une défaite (1-3) et un match nul (1-1) signifiant pour les allemands de s'épargner la victoire obligatoire car comptant avec autant de matchs que leurs homologues turcs deux points d'avances. Pour la dernière marche contre la Turquie à Munich au stade Olympique la Nationalmmanschaft obtient dans la douleur un précieux 0-0 lui permettant de se qualifier directement pour la phase finale de l'Euro 2000.

## Les résultats en Coupe des confédérations 1999
L'équipe d'Allemagne de football participe à sa 1re Coupe des confédérations lors de l'édition 1999 qui se tient au Mexique, du 24 juillet au 4 août 1999. Elle se rend à la compétition en tant que vainqueur de l'Euro 1996. Durant cette compétition Mustafa Dogan, Ronald Maul, Bernd Schneider et Heiko Gerber sont pour la première fois sélectionnés.   

## Les joueurs utilisés
| Joueurs                                                           |    |    |    |    |    |    |    |    |    |    |    |    |    |    |    |    |    |    |    |    |    |    |    | Total minutes | Total et        | Total |
| Gardiens de but                                                   |    |    |    |    |    |    |    |    |    |    |    |    |    |    |    |    |    |    |    |    |    |    |    |               |                 | |
| Oliver Kahn (Bayern Munich)                                       | 90 | 90 | 90 | 90 | 90 | 90 | 45 | 90 | 90 | -  | 90 | -  | -  | -  | -  | -  | 90 | -  | 90 | 90 | -  | 90 | -  | 1 215         | -               | - |
| Jens Lehmann (AC Milan) puis (Borussia Dortmund)                  | -  | -  | -  | -  | -  | -  | 45 | -  | -  | 90 | -  | 90 | 90 | 90 | 90 | 90 | -  | 90 | -  | -  | 90 | -  | 30 | 795           | -               | - |
| Hans-Jörg Butt (Hambourg SV)                                      | -  | -  | -  | -  | -  | -  | -  | -  | -  | -  | -  | -  | -  | -  | -  | -  | -  | -  | -  | -  | -  | -  | 70 | 70            | -               | - |
| Défenseurs                                                        |    |    |    |    |    |    |    |    |    |    |    |    |    |    |    |    |    |    |    |    |    |    |    |               |                 | |
| Lothar Matthäus (Bayern Munich) puis (Metrostars)                 | -  | -  | -  | -  | 70 | 90 | 90 | 46 | 90 | 90 | 74 | 90 | 70 | 90 | 90 | 90 | 90 | 90 | 90 | 90 | 90 | -  | 30 | 1 460         | Averti · Averti | But inscrit |
| Markus Babbel (Bayern Munich)                                     | 90 | 90 | 90 | 90 | -  | 90 | 90 | 90 | 90 | -  | 16 | -  | -  | -  | 90 | 30 | 90 | 68 | 90 | -  | 35 | 46 | 30 | 1 215         | -               | - |
| Thomas Linke(Bayern Munich)                                       | 46 | -  | -  | -  | -  | -  | -  | -  | -  | -  | -  | 90 | 90 | 90 | 90 | 90 | 90 | 67 | 90 | 90 | 90 | 90 | 46 | 1 059         | -               | - |
| Jens Nowotny (Bayer Leverkusen)                                   | 90 | 44 | 90 | 90 | 46 | -  | -  | 44 | 18 | 90 | 90 | -  | -  | -  | 90 | 46 | -  | -  | -  | 90 | -  | 90 | 90 | 1 008         | -               | - |
| Christian Wörns (Paris SG) puis (Borussia Dortmund)               | -  | -  | -  | -  | 90 | -  | 90 | 90 | 90 | 90 | -  | 90 | 90 | 90 | -  | 44 | -  | 90 | -  | -  | 65 | -  | -  | 919           | -               | - |
| Jörg Heinrich (Fiorentina)                                        | 46 | -  | 76 | -  | 90 | -  | -  | 90 | 90 | 90 | 90 | 73 | 90 | 41 | -  | -  | -  | -  | -  | -  | -  | -  | -  | 776           | -               | - |
| Marko Rehmer (FC Hansa Rostock) puis (Hertha BSC)                 | 90 | 90 | 90 | 90 | 44 | 90 | 90 | -  | -  | -  | -  | -  | -  | -  | -  | -  | -  | -  | -  | 46 | 68 | -  | 44 | 742           | -               | - |
| Christian Ziege (AC Milan) puis (Middlesbrough FC)                | -  | -  | -  | -  | -  | -  | -  | -  | -  | -  | -  | -  | -  | -  | 90 | 90 | 76 | 90 | 90 | 88 | 19 | 90 | 46 | 679           | -               | But inscrit · But inscrit · But inscrit · But inscrit                                                                                                   |
| Michael Tarnat (Bayern Munich)                                    | 44 | 44 | 90 | -  | -  | -  | -  | -  | -  | -  | -  | -  | -  | -  | -  | -  | -  | -  | -  | -  | -  | -  | -  | 178           | -               | - |
| Stephan Paßlack (Borussia Mönchengladbach) puis (TSV Munich 1860) | 44 | 46 | -  | -  | -  | -  | -  | -  | -  | -  | -  | -  | -  | -  | -  | -  | -  | -  | -  | -  | -  | -  | -  | 90            | -               | But inscrit |
| Mustafa Dogan (Fenerbahçe)                                        | -  | -  | -  | -  | -  | -  | -  | -  | -  | -  | -  | -  | -  | 49 | -  | -  | 1  | -  | -  | -  | -  | -  | -  | 50            | -               | - |
| Zoltán Sebescen (Stuttgarter Kickers) puis (VfL Wolfsbourg)       | -  | -  | -  | -  | -  | -  | -  | -  | -  | -  | -  | -  | -  | -  | -  | -  | -  | -  | 46 | -  | -  | -  | -  | 46            | -               | - |
| Ronald Maul (Arminia Bielefeld)                                   | -  | -  | -  | -  | -  | -  | -  | -  | -  | -  | -  | 17 | -  | -  | -  | -  | -  | -  | -  | -  | -  | -  | -  | 17            | -               | - |
| Milieux                                                           |    |    |    |    |    |    |    |    |    |    |    |    |    |    |    |    |    |    |    |    |    |    |    |               |                 | |
| Jens Jeremies (Bayern Munich)                                     | -  | 90 | 90 | -  | 90 | 90 | 46 | 90 | 90 | 46 | 46 | -  | -  | -  | 90 | 90 | 90 | 90 | 90 | -  | -  | -  | 30 | 1 158         | Averti          | But inscrit |
| Mehmet Scholl (Bayern Munich)                                     | -  | -  | -  | -  | -  | -  | -  | -  | -  | -  | 44 | 90 | 90 | -  | 79 | 90 | 90 | 90 | 90 | -  | 24 | 46 | 46 | 779           | Averti          | But inscrit · But inscrit · But inscrit · But inscrit                                                                                                   |
| Marco Bode (Werder Brême)                                         | -  | -  | 9  | -  | -  | 44 | 90 | 78 | 76 | -  | 90 | -  | -  | -  | -  | 90 | 14 | 46 | -  | -  | 71 | 44 | 70 | 722           | -               | But inscrit · But inscrit · But inscrit · But inscrit · But inscrit                                                                                     |
| Dietmar Hamann (Newcastle United) puis (Liverpool FC)             | -  | -  | -  | -  | 4  | -  | -  | 90 | 72 | 60 | 90 | -  | -  | -  | -  | -  | 46 | 44 | 61 | 90 | 66 | 53 | 30 | 706           | Averti          | But inscrit |
| Carsten Ramelow (Bayer Leverkusen)                                | -  | -  | 90 | 90 | 20 | 46 | -  | -  | -  | 44 | 37 | -  | -  | -  | -  | -  | -  | -  | -  | 44 | -  | 90 | 70 | 531           | Averti          | - |
| Thomas Strunz (Bayern Munich)                                     | -  | -  | -  | -  | 86 | -  | -  | 90 | 90 | 90 | 90 | -  | -  | -  | 5  | 70 | -  | -  | -  | -  | -  | -  | -  | 521           | -               | - |
| Dariusz Wosz (Hertha BSC)                                         | -  | -  | -  | 7  | -  | -  | -  | -  | -  | -  | -  | 90 | -  | 90 | -  | -  | -  | 44 | 29 | 90 | 46 | 33 | 44 | 473           | Averti          | - |
| Michael Ballack (FC Kaiserslautern) puis (Bayer Leverkusen)       | -  | -  | -  | -  | -  | -  | -  | -  | -  | 30 | -  | 90 | 20 | -  | -  | -  | -  | -  | -  | 90 | 90 | 37 | 70 | 427           | -               | - |
| Lars Ricken (Borussia Dortmund)                                   | -  | -  | 81 | 53 | -  | 90 | 11 | -  | -  | -  | -  | 90 | 90 | -  | -  | -  | -  | -  | -  | -  | -  | -  | -  | 415           | -               | - |
| Bernd Schneider (Eintracht Francfort) puis (Bayer Leverkusen)     | -  | -  | -  | -  | -  | -  | -  | -  | -  | -  | -  | -  | 90 | 90 | 58 | 23 | 89 | -  | -  | -  | -  | -  | -  | 350           | -               | - |
| Christian Nerlinger (Borussia Dortmund)                           | -  | 90 | -  | 90 | -  | 44 | 44 | -  | -  | -  | -  | -  | -  | -  | 11 | -  | 44 | -  | -  | -  | -  | -  | -  | 323           | -               | - |
| Andreas Möller (Borussia Dortmund)                                | -  | -  | -  | -  | 90 | 90 | 90 | -  | -  | -  | -  | -  | -  | -  | -  | -  | -  | -  | -  | -  | -  | -  | -  | 270           | Averti          | - |
| Stefan Beinlich (Bayer Leverkusen)                                | 90 | -  | 90 | 83 | -  | -  | -  | -  | -  | -  | -  | -  | -  | -  | -  | -  | -  | -  | -  | 2  | -  | -  |    | 263           | -               | - |
| Mario Basler (Bayern Munich) puis (FC Kaiserslautern)             | 74 | 90 | -  | -  | 72 | -  | -  | -  | -  | -  | -  | -  | -  | -  | -  | -  | -  | -  | -  | -  | -  | -  | -  | 236           | -               | - |
| Stefan Effenberg (Bayern Munich)                                  | 90 | 90 | -  | -  | -  | -  | -  | -  | -  | -  | -  | -  | -  | -  | -  | -  | -  | -  | -  | -  | -  | -  | -  | 180           | -               | - |
| Sebastian Deisler (Borussia Mönchengladbach) puis (Hertha BSC)    | -  | -  | -  | -  | -  | -  | -  | -  | -  | -  | -  | -  | -  | -  | -  | -  | -  | -  | 44 | -  | -  | 44 | 70 | 158           | -               | - |
| Horst Heldt (TSV Munich 1860) puis (Eintracht Francfort)          | -  | -  | -  | -  | -  | -  | -  | -  | -  | 90 | -  | -  | -  | 60 | -  | -  | -  | -  | -  | -  | -  | -  | -  | 150           | -               | - |
| Heiko Gerber (1. FC Nuremberg) puis (VfB Stuttgart)               | -  | -  | -  | -  | -  | -  | -  | -  | -  | -  | -  | 12 | -  | 90 | -  | -  | -  | -  | -  | -  | -  | -  | -  | 102           | Averti          | - |
| Thomas Häßler (Borussia Dortmund) puis (TSV 1860 Munich)          | -  | -  | -  | -  | -  | -  | -  | -  | -  | -  | -  | -  | -  | -  | -  | -  | -  | -  | -  | -  | -  | 57 | 44 | 101           | -               | - |
| Jörg Albertz (Rangers FC)                                         | -  | 46 | -  | -  | -  | -  | -  | -  | -  | -  | -  | -  | -  | -  | -  | -  | -  | -  | -  | -  | -  | -  | -  | 46            | -               | - |
| Frank Baumann (FC Nuremberg) puis (Werder Brême)                  | -  | -  | -  | -  | -  | -  | -  | -  | -  | -  | -  | -  | -  | -  | -  | -  | -  | 22 | 14 | -  | -  | -  | -  | 36            | Averti          | - |
| Attaquants                                                        |    |    |    |    |    |    |    |    |    |    |    |    |    |    |    |    |    |    |    |    |    |    |    |               |                 | |
| Oliver Bierhoff (AC Milan)                                        | 46 | 72 | 90 | 90 | 90 | -  | -  | 90 | 90 | 60 | 90 | -  | -  | -  | 90 | 90 | 90 | 90 | 90 | 90 | 90 | 33 | 30 | 1 170         | -               | But inscrit · But inscrit · But inscrit · But inscrit · But inscrit · But inscrit · But inscrit · But inscrit · But inscrit · But inscrit · But inscrit |
| Oliver Neuville (Bayer Leverkusen)                                | 14 | -  | 14 | 37 | -  | -  | 74 | 68 | 65 | 90 | 90 | 78 | 90 | 90 | 85 | 67 | 90 | 33 | 76 | -  | 22 | -  | -  | 1 083         | Averti          | But inscrit |
| Ulf Kirsten (Bayer Leverkusen)                                    | 44 | 90 | 90 | 74 | 21 | -  | -  | -  | 25 | 30 | 53 | -  | -  | -  | 32 | -  | -  | 46 | -  | 83 | 44 | -  | 44 | 676           | -               | But inscrit · But inscrit · But inscrit · But inscrit · But inscrit · But inscrit                                                                       |
| Michael Preetz (Hertha BSC)                                       | -  | -  | -  | -  | -  | 90 | 90 | 12 | -  | -  | -  | 70 | 90 | 90 | -  | -  | -  | -  | -  | -  | 46 | -  | -  | 488           | Averti          | But inscrit · But inscrit · But inscrit |
| Olaf Marschall (FC Kaiserslautern)                                | 63 | -  | -  | -  | 69 | 90 | -  | -  | -  | -  | -  | 20 | 64 | -  | -  | -  | -  | -  | -  | -  | -  | -  | -  | 306           | Averti          | But inscrit |
| Paulo Rink (Bayer Leverkusen)                                     | 27 | 18 | -  | -  | -  | -  | -  | -  | -  | -  | -  | -  | 26 | 30 | -  | -  | -  | -  | -  | 7  | 44 | 90 | 46 | 288           | Averti          | |
| Carsten Jancker (Bayern Munich)                                   | -  | -  | -  | 16 | -  | -  | -  | 22 | 14 | -  | -  | -  | -  | -  | -  | -  | -  | -  | -  | -  | -  | 57 | 44 | 153           | -               | But inscrit · But inscrit · But inscrit |
| Alexander Zickler (Bayern Munich)                                 | -  | -  | -  | -  | 18 | 46 | 16 | -  | -  | -  |    | -  | -  | -  | -  | -  | -  | -  | -  | -  | -  | -  | -  | 80            | Averti          | |
| Marco Reich (1.FC Kaiserslautern)                                 | -  | -  | -  | -  | -  | -  | 79 | -  | -  | -  | -  | -  | -  | -  | -  | -  | -  | -  | -  | -  | -  | -  | -  | 79            | -               | - |
| joueurs                                                           |    |    |    |    |    |    |    |    |    |    |    |    |    |    |    |    |    |    |    |    |    |    |    | Total minutes | Total et        | Total |